# Mathieu Blanchard
Pour les articles homonymes, voir Blanchard.
Mathieu Blanchard, né le 3 décembre 1987 à Cavaillon, est un aventurier et sportif professionnel français, spécialiste de l'ultra-trail et de la course en montagne.
Connu du grand public pour sa participation à Koh Lanta, il s'illustre dans l'ultra-trail et se classe sur le podium des courses mythique d’ultra-distance de la planète : Western States Endurance Run, Marathon des Sables, UTMB ou encore Diagonale des Fous.

## Biographie

### Enfance et débuts en course à pied
Mathieu Blanchard naît dans le sud de la France, à Cavaillon. Toutefois, c'est en Guadeloupe qu'il grandit, ses parents ayant décidé de monter un club de plongée à Bouillante. Mathieu entame alors une pratique de plongée sous-marine et d'apnée, bien loin du milieu montagnard.
Après l'obtention d'un bac scientifique, Mathieu Blanchard entre en école d'ingénieur et obtient son diplôme. Alors qu'il réside à Paris, sa vie quotidienne est principalement axée sur la vie nocturne. Sa pratique sportive est alors modestement orientée vers le BMX, le snowboard et le kitesurf. Il devient également moniteur de plongée sous-marine.
En 2014, lassé de la vie parisienne, Mathieu Blanchard a l'occasion d'aller travailler en tant qu'ingénieur à Montréal au Canada. Profitant d'un style de vie plus détendu et d'un stress moins présent, il en profite pour se remettre au sport, dans le cadre d'une remise en forme personnelle. Malgré les températures glaciales de l'hiver québécois, celui-ci racontre s'être aventuré pour son tout premier jogging par −20 °C, sans réussir à atteindre son objectif initial, situé à seulement 3 km de chez lui.
C'est à la suite de cette première déception que Mathieu Blanchard décide de s'inscrire au marathon de Montréal et débuter des entraînements assidus. Il réussit à terminer le marathon en 3h, une performance notable pour un primo-marathonien. En 2016, il décide de relever un nouveau défi en s'inscrivant à son premier trail, bien qu'il se soit auto-qualifié de "catastrophique" à cette épreuve.
De plus en plus assidu dans le cadre de sa pratique sportive, Mathieu Blanchard réalise des progrès fulgurants dans sa carrière, marquée par des victoires notables, dont l'Ultra-Trail Harricana en 2017, une épreuve exigeante de 80 kilomètres avec un dénivelé positif de 2 400 mètres. Il s'inscrit par la suite à des épreuves de plus en plus ardues, participant à des courses de longue distance en Martinique (144 km) et en Guadeloupe (155 km). Cette même année, il intègre la Salomon Ultra-Trail Running Academy. C’est là qu’il est repéré par Grégory Vollet, qui lui ouvre les portes de la Team Salomon Canada.
En quête d'une progression plus rapide dans le domaine de la course à pied, Mathieu Blanchard décide en 2019 de démissionner de son poste d'ingénieur pour devenir directeur commercial de La Clinique du Coureur : un organisme spécialisé dans la formation visant à prévenir les blessures liées à la course à pied. Cette transition professionnelle lui offre alors une plus grande flexibilité au niveau de ses horaires, lui permettant ainsi de consacrer davantage de temps à son entraînement,.

### Participation à Koh-Lanta, les 4 Terres
En 2019, Mathieu Blanchard se prépare à prendre le départ de La Diagonale des Fous, la course de montagne emblématique à La Réunion. Cependant, à seulement deux jours du début de l'épreuve, il se voit offrir l'opportunité de participer l'émission de télé-réalité  française Koh Lanta, Les 4 Terres aux Fidji. Malgré son engagement initial dans la Diagonale des Fous, Mathieu Blanchard décide d'intégrer la compétition d'aventure, où il a l'occasion démontrer ses performances remarquables lors des épreuves physiques[réf. nécessaire].
Cette expérience lui confère notamment une certaine notoriété sur les réseaux sociaux, principalement sur son compte Instagram où il est connu à l'époque sous le pseudonyme de Mathieu Koh Lanta[réf. nécessaire].

### 2020: Premières performances internationales en ultra-trail
En août 2020, Mathieu Blanchard établit un temps de référence (FKT, "Fastest Known Time") sur le sentier de grande randonnée GR A1. Ce parcours de 650 kilomètres traverse la province de Québec et constitue le premier sentier de ce type en Amérique du Nord. Alors que la traversée du GR A1 est généralement effectuée en environ un mois et demi par les randonneurs expérimentés, Mathieu Blanchard parcourt les 650 kilomètres en 7 jours, 12 heures et 2 minutes. Ce temps établit un nouveau record sur ce sentier et illustre son niveau de performance dans la discipline du trail,.

### 2021-2022: Deux podiums consécutifs sur l'Ultra Trail du Mont-Blanc
Mathieu Blanchard s'illustre dans le monde de l'ultra-trail en 2021, en en se classant à la troisième place lors de l'Ultra-Trail du Mont-Blanc. Grégory Vollet, responsable de l’équipe Salomon internationale sur cette édition, déclarera au magazine Distances+ : « Le top 10 était écrit selon moi, mais un podium, c’était inespéré. Mathieu ne fait que progresser d’année en année, c’est incroyable ! ». À la suite de cette troisième place, Mathieu Blanchard intègre la section Trail Runners de la Team Salomon International. Cette sélection fait suite à ses résultats sur le circuit. Rejoindre cette équipe lui permet de collaborer avec d'autres athlètes et de bénéficier du soutien de la marque dans le cadre de sa pratique du trail running. 
Blanchard complète son année 2021 en terminant à la cinquième position au Marathon des Sables, dans le désert marocain.
Le 17 janvier 2021, il lance un podcast bi-mensuel nommé "Dans mon bain" où il y raconte sa vie et sa préparation jusqu'à l'UTMB, son principal objectif de l'année.
En 2022, Mathieu Blanchard termine à la deuxième place de l’Ultra-Trail du Mont-Blanc (UTMB), derrière Kilian Jornet, avec qui il reste au coude-à-coude pendant une grande partie de la course. Il franchit la ligne d’arrivée en moins de 20 heures, une durée jamais atteinte sur l’intégralité du parcours jusqu’alors. Ce résultat établit un nouveau temps de référence pour l’épreuve et confirme sa place parmi les traileurs présents au plus haut niveau international.

### 2023-2025: Statut d'ultra traileur professionnel
En avril 2023, en vue de travailler sa vitesse, il s'engage sur le Marathon de Paris qu'il termine à la 35e position en 2 h 22 min 36 s.
En juin , Mathieu Blanchard prend part à la Western States, une des quatre courses d'ultra-trail les plus prestigieuses au monde, aux côtés de la Hardrock 100, de l'UTMB et de la Diagonale des Fous. Ce parcours mythique de 100 miles, situé dans la Sierra Nevada en Californie du nord. Malgré des ambitions élevées et une pression intense, il termine à la sixième place pour sa première participation.
La période qui suit sa participation à la Western States est également marquée par d'importants bouleversements dans la vie de Mathieu Blanchard. Il prend en effet la décision de quitter le Québec, où il avait résidé pendant une décennie, pour s'installer aux Deux-Alpes, en France. En parallèle, il a choisi de mettre un terme à son emploi à la Clinique du Coureur pour se consacrer pleinement à son activité de sportif de haut niveau. Ces changements majeurs l'incitent à prendre du recul et à entreprendre une profonde introspection afin de mieux comprendre et assimiler ce nouveau tournant dans sa vie personnelle. Ce passage à vide est l'occasion pour Mathieu de se recentrer sur lui-même, de faire le point sur ses aspirations et de préparer un nouveau chapitre de sa vie, tout en continuant à cultiver sa passion pour l'ultra-trail.
Au mois d'août 2023, Mathieu Blanchard est au meilleur de sa forme physique. Annoncé comme l'un des grands favoris de l'UTMB 2023, le français souffre toutefois de mauvaises sensations. Après une course intense physiquement et psychologiquement, il termine la course au pied du podium, laissant la victoire à l'américain Jim Walmsley.
En juin 2024, Mathieu Blanchard remporte la Maxi-Race du Lac d'Annecy en parcourant les 94 km en 9 h 10. En août à l’UTMB mais doit abandonner à la suite d'une blessure au tendon d’Achille,. Par la suite, il explique dans une interview[Laquelle ?] avoir du mal à supporter la pression médiatique autour de lui[réf. nécessaire]. 
En octobre, il remporte la Diagonale des Fous pour sa première participation, en 23 h 25 min 2 s. C'est sa première victoire sur l'un des quatre monuments de l'ultra-trail.
En 2025, il remporte le Yukon Arctic Ultra en 8 jours, 3 heures et 2 minutes, ultramarathon de 650 kilomètres,. En mai de la même année, pour son retour après la Yukon, il prend la seconde place de l'Ultra-trail Snowdonia 100K aux Pays de Galles. Pour son principal objectif de l'année et sa première participation, il se classe deuxième de la Hardrock 100 en juillet.

### Vie privée
En 2014, Mathieu Blanchard quitte la France pour vivre à Montréal au Québec. Il déménage et revient en France courant 2023 pour venir vivre aux Deux-Alpes[réf. nécessaire]. Toutefois, il garde un pied à terre à Montréal, où il explique y passer ses périodes hivernales pour son entraînement[réf. nécessaire].
Il est en couple depuis 2021 avec Alix Noblat, elle aussi compétitrice d'une édition de Koh-Lanta, et qui l'assiste sur ses courses.
En 2023, Mathieu Blanchard obtient la nationalité canadienne.

## Palmarès
| Course                                                             | Date                     | Distance | Temps              | Résultats          | Commentaires                                     | Références |
| ------------------------------------------------------------------ | ------------------------ | -------- | ------------------ | ------------------ | ------------------------------------------------ | ---------- |
| UTHC Canada 80k                                                    | 10 septembre 2016        | 79 km    | 7 h 49 min 35 s    | Médaille d'or      |                                                  | [ 27 ]     |
| The North Face Endurance Challenge New York 2017 - Goretex 50 Mile | 13 mai 2017              | 80,4 km  | 7h 32 min 35 s     | Médaille d'or      |                                                  | ,          |
| Vermont 100 USA 160km                                              | 15 juillet 2017          | 157,5 km | 16h 05 min 29s     | Médaille de bronze |                                                  | ,          |
| TransAlpine 280k                                                   | Du 3 au 9 septembre 2017 | 247 km   | 32 h 46 min 24 s   | Médaille d'or      | En duo Marianne Hogan. 21e en individuel         | ,          |
| TransMartinique 150k                                               | 10 décembre 2017         | 150 km   | 19 h 35 min 51 s   | Médaille d'or      |                                                  | [ 34 ]     |
| Ultramaratón Guatemala - UTG 100k 2018                             | 17 novembre 2018         | 93,3 km  | 14 h 34 min 14s    | Médaille d'or      |                                                  | [ 35 ]     |
| Les Traces du Nord Basse-Terre 2018                                | 16 février 2018          | 155,4 km | 29 h 31 min 14 s   | Médaille d'or      |                                                  | [ 36 ]     |
| The North Face Endurance Challenge New York 2018 - Goretex 50 Mile | 5 mai 2018               | 81,1 km  | 7h 01 min 52 s     | Médaille d'or      |                                                  | [ 37 ]     |
| QMT Quebec Mega Trail Canada 100k                                  | 30 juin 2018             | 101,1 km | 10h 20 min 56 s    | Médaille d'or      |                                                  | [ 38 ]     |
| Ultra-Trail du Mont-Blanc 2018                                     | 31 août 2018             | 170 km   | 23h 53 min 02 s    | 13e                |                                                  | [ 39 ]     |
| TRANSMARTINIQUE 2018                                               | 8 décembre 2018          | 144,2 km | 17 h 48 min 52 s   | Médaille d'argent  |                                                  | [ 40 ]     |
| XTERRA Tahiti MOOREA 2019                                          | 1er juin 2019            | 44,7 km  | 5 h 16 min 57s     | Médaille d'or      |                                                  | [ 41 ]     |
| Québec Mega Trail 2019 - QMT                                       | 29 juin 2019             | 110,6 km | 11 h 39 min 08 s   | Médaille d'argent  |                                                  | ,          |
| Whiteface Sky Race USA                                             | 21 juillet 2019          | 24,5 km  | 2 h 55 min 46 s    | Médaille d'or      |                                                  | [ 44 ]     |
| Les Traces du Nord Basse-Terre 2020                                | 29 février 2020          | 83,7 km  | 9 h 46 min 20 s    | Médaille d'or      |                                                  | [ 45 ]     |
| Tarawera Ultramarathon 2020                                        | 8 février 2020           | 102,6 km | 8 h 39 min 56 s    | Médaille d'argent  |                                                  | ,          |
| XTERRA Tahiti MOOREA 221                                           | 24 mai 2021              | 42 km    | 4 h 49 min 10 s    | Médaille d'or      |                                                  | [ 48 ]     |
| Ultra-Trail du Mont-Blanc 2021                                     | 27 août 2021             | 172,1 km | 21 h 12 min 43 s   | Médaille de bronze |                                                  | [ 49 ]     |
| Le 35ème MARATHON DES SABLES 2021                                  | 3 octobre 2021           | 234,2 km | 25 h 01 min 23 s   | 5e                 | En plusieurs étapes                              | [ 9 ]      |
| Salomon Cappadocia Ultra-Trail® 2021                               | 16 octobre 2021          | 63,6 km  | 5 h 14 min 35 s    | Médaille d'or      |                                                  | [ 50 ]     |
| Ultra-trail Cape Town 2021                                         | 27 novembre 2021         | 99,7 km  | 10 h 54 min 18 s   | 4e                 |                                                  | [ 51 ]     |
| Ultra-Trail du Mont-Blanc 2022                                     | 26 août 2022             | 170,3 km | 19 h 54 min 50 s   | Médaille d'argent  | Deuxième personne à passer sous la barre des 20h | ,          |
| Lavaredo Ultra Trail 2022                                          | 24 juin 2022             | 121,2 km | 12 h 54 min 14 s   | 5e                 |                                                  | [ 54 ]     |
| XTERRA Malte                                                       | 7 mai 2022               | 52 km    | 4 h 16 min 37 s    | Médaille d'or      |                                                  | [ 55 ]     |
| MIUT® - Madeira Island Ultra-Trail® 2022                           | 23 avril 2022            | 115 km   | 13 min 51 min 43 s | 4e                 |                                                  | [ 56 ]     |
| La Thuile Trail - Memorial Edo Camardella 2022                     | 23 juillet 2022          | 57,8 km  | 6 h 26 min 23 s    | Médaille d'or      |                                                  | [ 55 ]     |
| Megève Trail Yaute France                                          | 30 juillet 2022          | 73,5 km  | 6 h 38 min 57 s    | Médaille d'or      |                                                  | [ 57 ]     |
| Le 37ème MARATHON DES SABLES 2023                                  | 23 avril 2023            | 235 km   | 21 h 21 min 27 s   | Médaille de bronze | Premier par équipe                               | [ 58 ]     |
| THE COASTAL CHALLENGE COSTA RICA 2023                              | 10 février 2023          | 236 km   | 24 h 48 min 27 s   | Médaille d'argent  |                                                  | [ 59 ]     |
| Western States Endurance Run 100-Mile 2023                         | 24 juin 2023             | 159,9 km | 15 h 37 min 02 s   | 7e                 |                                                  | [ 60 ]     |
| Ultra-Trail du Mont-Blanc 2023                                     | 1 septembre 2023         | 171 km   | 20 h 54 min 25 s   | 4e                 |                                                  | [ 61 ]     |
| Le Marathon des Lumières de la Muzelle                             | 20 janvier 2024          | 42 km    | 3 h 25 min 35 s    | Médaille d'or      |                                                  | [ 62 ]     |
| MaXi-Race du Lac d'Annecy                                          | 1er juin 2024            | 93 km    | 9h 10 min 41 s     | Médaille d'or      |                                                  | [ 63 ]     |
| Grand Raid de la Réunion, Diagonale des Fous                       | 17 octobre 2024          | 175,3 km | 23 h 25 min 02 s   | Médaille d'or      | Première victoire sur un monument                | ,          |
| Trail de Rodrigues 2024                                            | 5 novembre 2024          | 52 km    | 4 h 56 min 35 s    | Médaille d'or      |                                                  | [ 65 ]     |
| Yukon Artic Ultra 2024                                             | 2 février 2025           | 608,7 km | 7 j 22 h           | Médaille d'or      |                                                  | ,          |
| Ultra-Trail Snowdonia                                              | 17 mai 2025              | 104,6 km | 12 h 03 min 09 s   | Médaille d'argent  |                                                  | [ 23 ]     |
| Hardrock 100 2025                                                  | 11 juillet 2025          | 161 km   | 23 h 44 min 23 s   | Médaille d'argent  |                                                  | [ 24 ]     |

## Ouvrages
- Mathieu Blanchard (préf. Kílian Jornet), Vivre d'aventure, Paris, Flammarion, 2022, 256 p. (ISBN 9782080292049)